# Triple-A (Baseball)
Die Triple-A (kurz AAA, offiziell Class AAA) im Baseball ist seit 1946 die höchste Spielklasse des US-amerikanischen Minor League Baseballs (MiLB).
Damit bildet sie unterhalb der Major League Baseball (MLB) die zweithöchste Spielklasse im professionellen Baseball. Alle der 30 Triple-A Teams sind einem der MLB Fanchise als Farmteam untergeordnet und dienen diesen zur Spielerausbildung und -entwicklung.  Die Teams sind häufig in Metropolregionen oder Großstädten ohne Major-League-Verein beheimatet.
Mit der International League (IL) und der Pacific Coast League (PCL) ist Triple-A Klasse derzeit in zwei Ligen unterteilt, wobei 20 Teams in der IL und nur 10 in der PCL spielen. Ungeachtet des Namens International League spielen derzeit alle Teams in den USA. Bis ins Jahr 2008 waren vereinzelt Triple-A Teams in Kanada angesiedelt. Historisch spielten kurzzeitig auch Teams aus Kuba, Panama, Venezuela und der Dominikanischen Republik in den Ligen der Triple-A. Mexico besaß bis zur Umstrukturierung der Minor Leagues im Jahr 2021 mit der Mexican League sogar eine vollständige Liga mit Triple-A Klassifizierung. Diese verlor den Status jedoch infolge der Umstrukturierung und führt ihren Spielbetrieb seitdem als unabhängige Liga fort.
Einmal jährlich findet das Triple-A All-Star Game zwischen Spielern der International League und der Pacific Coast League statt. Die Sieger dieser beiden Liegen bestreiten auch das Triple-A Baseball National Championship Game.

## Teams
| Clippers |

| Indians |

| Cubs |

| Bats |

| Storm Chasers |

| Saints |

| Mud Hens |

| Bisons |

| IronPigs |

| Red Wings |

| RailRiders |

| Mets |

| Red Sox |

| Knights |

| Bulls |

| Stripers |

| Jumbo Shrimp |

| Redbirds |

| Sounds |

| Tides |

| Isotopes |

| Chihuahuas |

| Dodgers |

| Express |

| Space Cowboys |

| Aviators |

| Aces |

| River Cats |

| Bees |

| Rainiers |

### Pacific Coast League
| Division | Team                  | MLB Kooperation      | Spielort                    | Stadium                                        | Zuschauerkapazität |
| -------- | --------------------- | -------------------- | --------------------------- | ---------------------------------------------- | ------------------ |
| East     | Albuquerque Isotopes  | Colorado Rockies     | Albuquerque, New Mexico     | Rio Grande Credit Union Field at Isotopes Park | 13.500             |
| East     | El Paso Chihuahuas    | San Diego Padres     | El Paso, Texas              | Southwest University Park                      | 9.500              |
| East     | Oklahoma City Dodgers | Los Angeles Dodgers  | Oklahoma City, Oklahoma     | Chickasaw Bricktown Ballpark                   | 9.000              |
| East     | Round Rock Express    | Texas Rangers        | Round Rock, Texas           | Dell Diamond                                   | 11.631             |
| East     | Sugar Land Skeeters   | Houston Astros       | Sugar Land, Texas           | Constellation Field                            | 7.500              |
| West     | Las Vegas Aviators    | Oakland Athletics    | Summerlin, Nevada           | Las Vegas Ballpark                             | 10.000             |
| West     | Reno Aces             | Arizona Diamondbacks | Reno, Nevada                | Greater Nevada Field                           | 9.013              |
| West     | Sacramento River Cats | San Francisco Giants | West Sacramento, California | Sutter Health Park                             | 14.014             |
| West     | Salt Lake Bees        | Los Angeles Angels   | Salt Lake City, Utah        | Smith's Ballpark                               | 14.511             |
| West     | Tacoma Rainiers       | Seattle Mariners     | Tacoma, Washington          | Cheney Stadium                                 | 6.500              |

### International League
| Division | Team                             | MLB Kooperation       | Spielort                  | Stadium                    | Zuschauerkapazität |
| -------- | -------------------------------- | --------------------- | ------------------------- | -------------------------- | ------------------ |
| East     | Buffalo Bisons                   | Toronto Blue Jays     | Buffalo, New York         | Sahlen Field               | 16,600             |
| East     | Charlotte Knights                | Chicago White Sox     | Charlotte, North Carolina | Truist Field               | 10,200             |
| East     | Durham Bulls                     | Tampa Bay Rays        | Durham, North Carolina    | Durham Bulls Athletic Park | 10,000             |
| East     | Jacksonville Jumbo Shrimp        | Miami Marlins         | Jacksonville, Florida     | 121 Financial Ballpark     | 11,000             |
| East     | Lehigh Valley IronPigs           | Philadelphia Phillies | Allentown, Pennsylvania   | Coca-Cola Park             | 10,100             |
| East     | Norfolk Tides                    | Baltimore Orioles     | Norfolk, Virginia         | Harbor Park                | 11,856             |
| East     | Rochester Red Wings              | Washington Nationals  | Rochester, New York       | Innovative Field           | 10,840             |
| East     | Scranton/Wilkes-Barre RailRiders | New York Yankees      | Moosic, Pennsylvania      | PNC Field                  | 10,000             |
| East     | Syracuse Mets                    | New York Mets         | Syracuse, New York        | NBT Bank Stadium           | 10,815             |
| East     | Worcester Red Sox                | Boston Red Sox        | Worcester, Massachusetts  | Polar Park                 | 9,508              |
| West     | Columbus Clippers                | Cleveland Guardians   | Columbus, Ohio            | Huntington Park            | 10,100             |
| West     | Gwinnett Stripers                | Atlanta Braves        | Lawrenceville, Georgia    | Coolray Field              | 10,427             |
| West     | Indianapolis Indians             | Pittsburgh Pirates    | Indianapolis, Indiana     | Victory Field              | 13,750             |
| West     | Iowa Cubs                        | Chicago Cubs          | Des Moines, Iowa          | Principal Park             | 11,500             |
| West     | Louisville Bats                  | Cincinnati Reds       | Louisville, Kentucky      | Louisville Slugger Field   | 13,131             |
| West     | Memphis Redbirds                 | St. Louis Cardinals   | Memphis, Tennessee        | AutoZone Park              | 10,000             |
| West     | Nashville Sounds                 | Milwaukee Brewers     | Nashville, Tennessee      | First Horizon Park         | 10,000             |
| West     | Omaha Storm Chasers              | Kansas City Royals    | Papillion, Nebraska       | Werner Park                | 9,023              |
| West     | St. Paul Saints                  | Minnesota Twins       | Saint Paul, Minnesota     | CHS Field                  | 7,210              |
| West     | Toledo Mud Hens                  | Detroit Tigers        | Toledo, Ohio              | Fifth Third Field          | 10,300             |